# Фроли (Україна)
Фроли́ — село в Україні, у Семенівській міській громаді Новгород-Сіверського району Чернігівської області. Населення становить 9 осіб. До 2017 орган місцевого самоврядування — Олександрівська сільська рада.

## Історія
12 червня 2020 року, відповідно до Розпорядження Кабінету Міністрів України № 730-р «Про визначення адміністративних центрів та затвердження територій територіальних громад Чернігівської області», увійшло до складу Семенівської міської громади.
19 липня 2020 року, в результаті адміністративно-територіальної реформи та ліквідації Семенівського району, село увійшло до Новгород-Сіверського району.